# 陳榮傑
陳榮傑（1943年—），臺灣臺南人，律師、學者、外交官、政治人物，曾担任財團法人海峽交流基金會副秘書長、秘書長、副董事長、行政院大陸委員會顧問、外交部司長、參事、中華民國駐美國副代表、僑務委員會副委員長、駐俄羅斯代表等職。

## 學經歷
陳榮傑畢業於國立臺灣大學法律學系，與日後當選並連任副總統共八年的呂秀蓮是同班同學。後獲美國南美以美大學法學碩士、博士。1971年進入外交部，是外交領事人員第三期的學員，曾任駐沙烏地阿拉伯大使館秘書，後擔任外交部條約法律司副司長，再派駐南非大使館政治參事。1990年底因大學同學陳長文邀約而參加籌組海基會、擔任副秘書長與發言人，1992年2月接任秘書長。1993年初卸任後，受臺南一中高中同學吳豐山（自立報系董事長）之邀於1993年5月14日擔任本土意識濃厚的自立報系社長，1997年回任外交部。
陳榮傑於2002年出使俄羅斯時是第一位出生於臺灣的駐俄國代表。

## 經驗與見解
曾參與督導九二香港會談的陳榮傑表示，海協會1992年11月16日致海基會的信函確認：「在海峽兩岸事務性商談中，不涉及『一個中國』的政治涵義」。在協商文書查證的過程，雙方對「一個中國內涵認知不同」，於是彼此同意以「囗頭聲明的方式，各自表述」。「身為國家的領導人，馬英九總統既然知道所謂的「九二共識」與「一中各表」有所差距，而且「一中各表」與「一個中國」也有差距，何能便宜行事，刻意予以模糊？」「經過加工包裝的九二共識是非常不妥的表述方式。扭曲真相，誤導大眾，落入陷阱而不自知。」
「台灣最近幾年民調顯示，台灣人民的國家認同產生顯著的消長，主張統一者日少，在幾種選項之中顯已成為絕對的少數。此時此境，馬政府的躁進，不但缺乏法律基礎，而且沒有社會基礎。」「國家認同是全體人民對於國家集體記憶的一條滔滔洪流；其垂直層面含有歷史文化語文的軌跡，就橫向而言，則有其政治力、社會力的腳印。人民對於所面臨的尊嚴、生存與發展問題記憶特別深...這種洪流，沒有任何個體力量可以改道，即使是國家自身，也無法形塑量身打造特定的國家認同。」「蘇聯時代，史達林開始憑藉強大的國力，採用嚴密的意識形態網路，全面的組織系統，獨裁的植入方式，試圖形塑『蘇聯的國家認同』。經過七十年，結果失敗了。」「國家認同是基本人權不可分割的部分，統獨問題是人民國家認同的總體表現，絕非一撮所謂精英份子的特權。馬英九當然有自己的國家認同，但是當他以國家領導人的身分講話時，他不能把個人的國家認同當作是全體國人的國家認同，投票時，他也只有一票而已。」
針對臺灣與中國間的政治談判，陳榮傑說：在中國沒有正式承認台灣（或中華民國）的國際法律地位之前，雙方實在沒有進行任何政治談判的法律基礎。台灣不可能以「海基會」的名義與「海協會」簽署任何政治協議；兩個人民團體形態的白手套，何能處理主權與治權的問題？台灣更不可能以「中華台北」、「中國台灣」名義與「中華人民共和國」簽署政治協議。他認為「1951年，西藏在砲火下，簽署《和平解放西藏協議》，其後，中共動輒鎮壓，所謂和平協議不如廢紙一張。國共打打談談，和談只是另場戰爭的開始。」「不管內涵如何，在沒有納入國際安全體系的情況下，勢將牽動台灣周邊的戰略態勢；軍售與盟友，也將失去正當性。其結果將是：『和平沒一撇，安全路先斷。』」
陳榮傑也認為，歷史顯示各國爆發革命總是脫離不了自由民主均富問題，從這個角度而言，「中國是革命的溫床。」他曾多次向前蘇聯總統戈巴契夫當面請教歷史的巨人如蘇聯，何以解體？所獲答覆可歸納為「體制問題，戰場太大、戰線太長；武力競賽，終於力有未逮。」「中國也有諸多類似問題，尤有甚之。內部腐朽、對外逞強，目前所見僅是冰山一角，台灣沒有本錢與中國共同承擔潛在風險，例如聯手處理釣魚臺列嶼即是其中之一。馬英九身為國家領導人，務須引領台灣，依據海圖，航行安全水域，不要成為鐵達尼號。若即若離，選擇性交流，循序以進，始為上策。」
陳榮傑也認為，謝長廷主張的憲法各表「尚未見完整論述，但根據片段之資訊歸納，似乎隱含三項元素：憲法共識、憲法一中、憲法各表」，認為憲法各表是「文字遊戲，似難解決兩岸歧見」，認為憲法各表「必然又是重複『一中各表』的惡性糾纏」，並抨擊謝長廷要求批評憲法各表者提出替代方案的言論是「傲慢面對國家定位議題」。但《新台灣新聞週刊》發行人詹錫奎（老包）諷刺陳榮傑：「謝的憲法共識、憲法各表，不僅提出完整論述，還出了書！這一本書就叫做《未來，不一樣的台灣》，謝帶了六十本去對岸，逢人就送，怎麼會『未見完整論述』呢？而未見完整論述，閣下又為什麼能夠據以批判呢？」陳榮傑無回應。

## 教學與著作
陳榮傑曾擔任東吳大學、中國文化大學、中央警官學校等校兼任副教授。著有《引渡之理論與實踐》（臺北：三民書局，1985年1月）。